# Lichnov (Bruntál)
Lichnov é uma comuna checa localizada na região de Morávia-Silésia, distrito de Bruntál‎.